# Ilhas Chincha

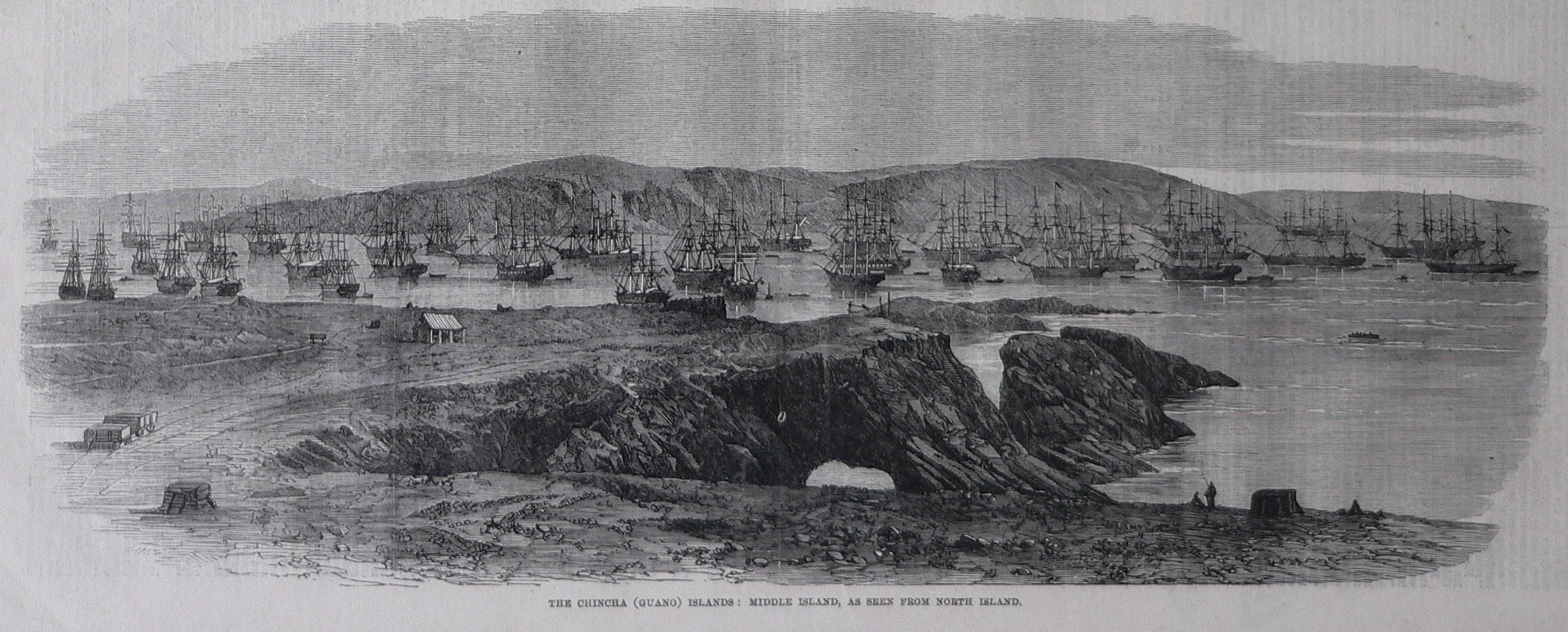
Ilhas guaneras em Chincha, Peru, no 21 de fevereiro de 1863.

As Ilhas Chincha são um grupo de três pequenas ilhas localizadas a 21 quilómetros da costa sudoeste do Peru, país a qual pertencem, perto da cidade de Pisco no Departamento de Ica. Seu principal interesse eram seus amplos depósitos de guano, os quais, no entanto, esgotaram-se dantes de 1874.
A Ilha Chincha Norte têm 1,3 km de comprimento e 0,5 km de largura, com uma altura máxima de 34 m e uma superfície de 0,36 km². A Ilha Chincha Central têm 0,40 km² e a Chincha Sul têm 0,16 km².
As ilhas compôem-se fundamentalmente de granito, e suas costas são falésias sobre os que aninham um grande número de aves marinhas.
As ilhas foram o lar dos chincha, mas hoje apenas alguns vestígios podem ser encontrados.
O Peru começou a exportar guano em 1840 para Liverpool e para os Estados Unidos em 1845.
Em 14 de abril de 1864, uma esquadra espanhola ocupou as ilhas até o 10 de maio de 1866, durante o conflito diplomático que levaria à guerra hispano–sul-americana  (1865-1866).:237:120

## Bibliogrâfia
- Parodi Revoredo, Daniel; Gonzáles Miranda, Sergio; Gonzáles Pizarro, José Antonio (2013).  Universidad Arturo Prat, ed. España y su intervención en América del Sur: La alianza peruano-chilena y la guerra contra España 1864-1866. Las historias que nos unen. Santiago de Chile: RiL. ISBN 978-956-01-0049-8
- Barros van Buren, Mario (1958). Historia Diplomática de Chile (1541-1938). Santiago de Chile: Editorial Andrés Bello